# Nokia 602x

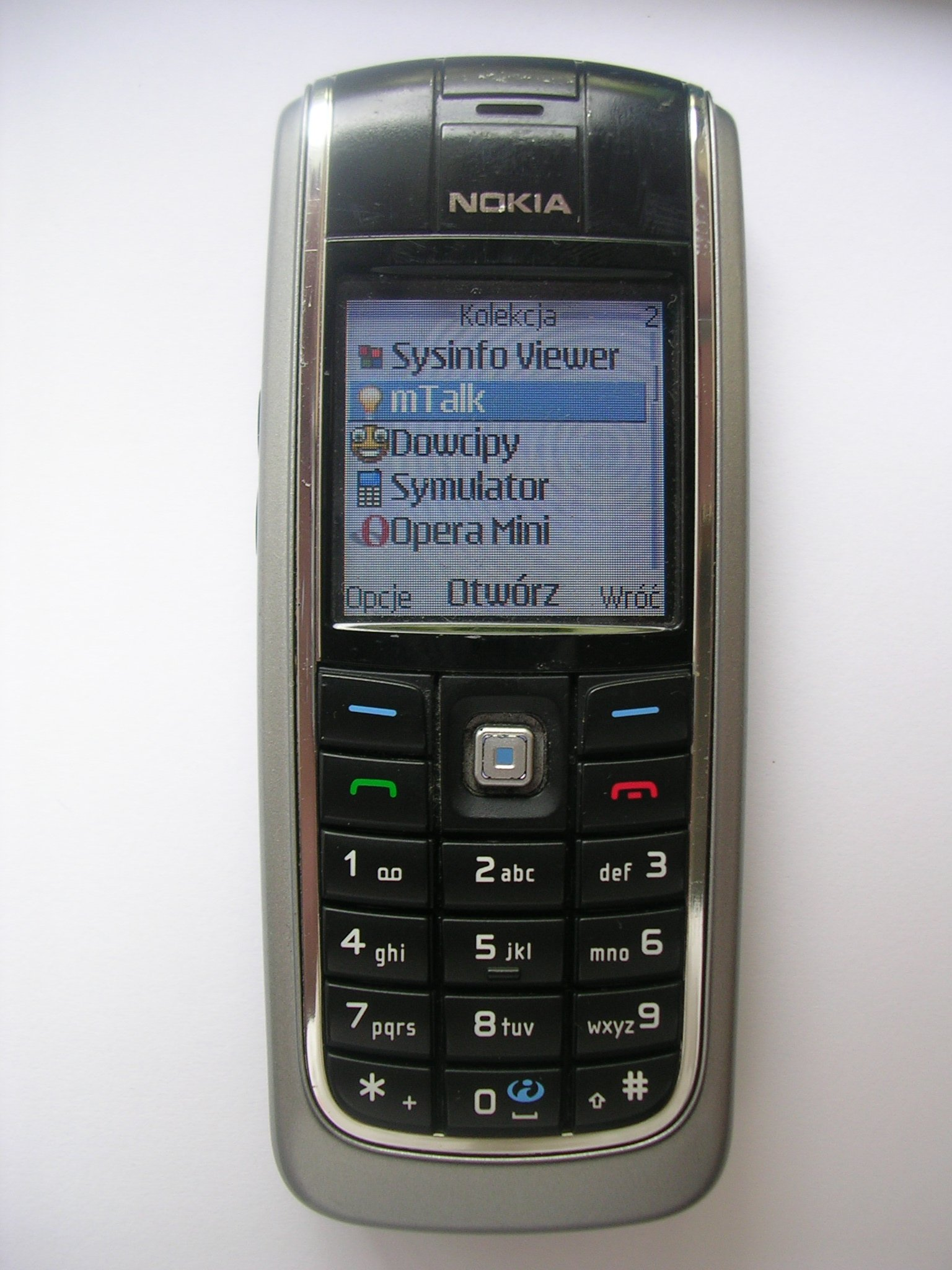
Nokia 602x

Le Nokia 602x est une série de téléphones mobiles dotée d'un design classique créé par Nokia en 2006. Le Nokia 6020 possède juste un appareil photo VGA pour prendre des photos des vidéos contrairement au modèle 6021 qui n'en intègre pas un. 
L'agenda, la liste des tâches et les contacts peuvent être synchronisés par l'infrarouge, le bluetooth ou encore par le Pop-Port. Il possède aussi une fonction de composition de numéros par la voix. Le modèle supporte le EDGE pour pouvoir télécharger et envoyer plus rapidement les données telles que les messages, les courriels ou encore les MMS. Avec son écran 65 536 couleurs, il offre la possibilité de consulter Internet avec un navigateur XHTML intégré qui permet de lire des pages directement dans le navigateur.
Il est aussi possible de modifier l'interface avec de nombreux thèmes, papier peint ou encore en assignant une sonnerie spécifique à chaque contact. La technologie Java augmente permet aussi de personnaliser en offrant la possibilité de télécharger des applications telles que des jeux ou encore des utilitaires pour le système. 
Il est disponible en deux couleurs de base mais de nombreuses coques sont disponibles. Il offre environ 3 heures d'autonomie en communication et 15 jours en veille sans utilisation.